# Poltava (gedicht)

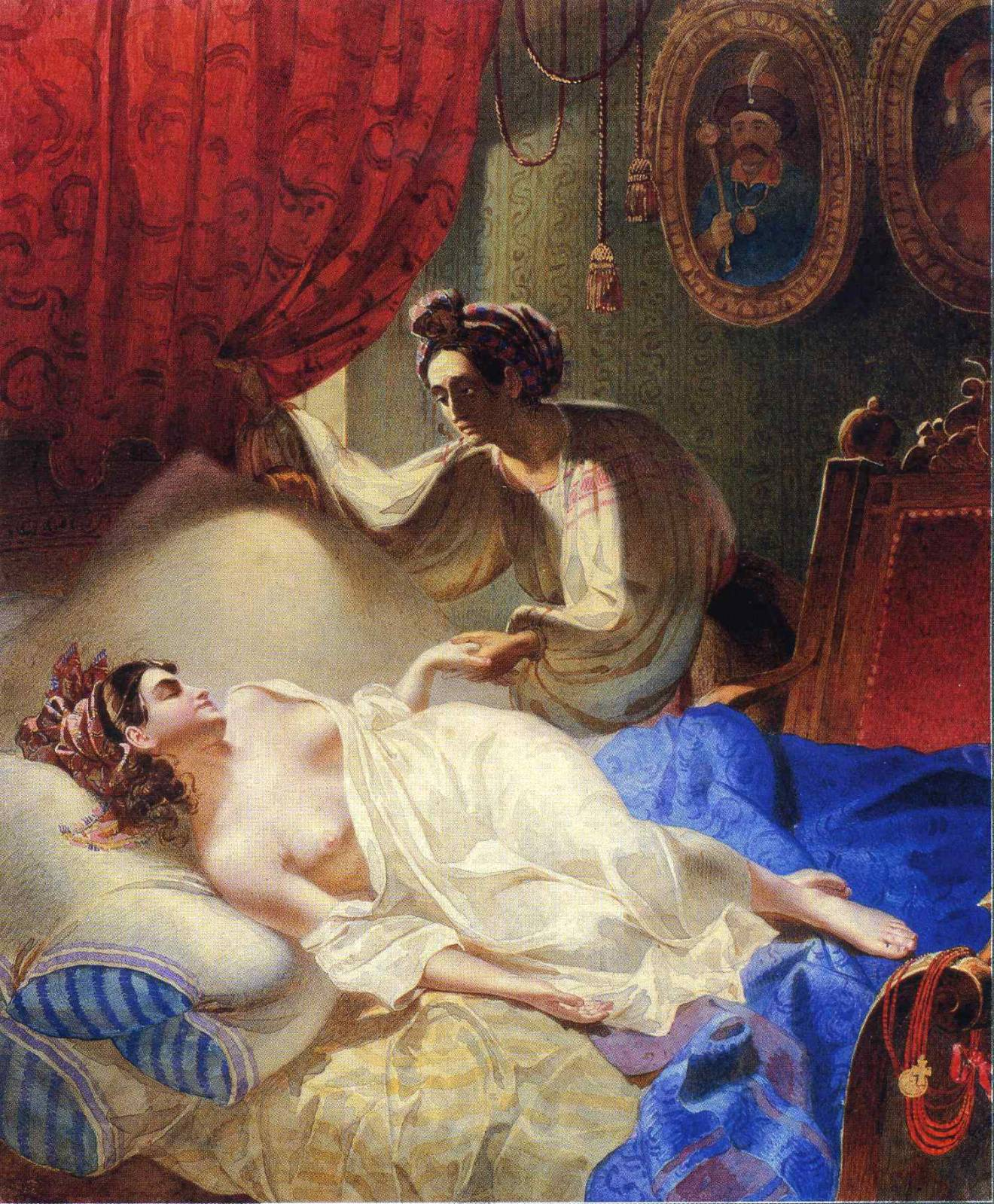
Maria's moeder vindt haar dochter, aquarel van Taras Sjevtsjenko, 1840

Poltava (Russisch: Полтава) is een gedicht van de Russische schrijver Aleksandr Poesjkin uit 1828/9. Het gedicht gaat over de Oekraïense kozakken hetman (leider) Ivan Mazepa in de Slag bij Poltava in 1709 tussen Zweden en Rusland. De liefdesgeschiedenis tussen Mazepa en Maria wordt vermengd met een verslag van Mazepa's verraad tegenover tsaar Peter de Grote en de Russische overwinning. Het gedicht inspireerde Tsjaikovski tot het componeren van de opera Mazeppa (1884).

## het verhaal
Poesjkin reageert met zijn gedicht op eerder werk, onder meer op Byrons Mazeppa (1819), waarin Mazepa als held werd neergezet. Het gedicht bestaat uit drie delen (zangen) van ongeveer gelijke lengte.

### Zang een
Het begin speelt zich af op het grondgebied van de Oekraïense edelman Vasyl Kotsjoebej en beschrijft de schoonheid van diens dochter Maria. Zij is verliefd geworden op hetman Mazepa, die haar doopvader is en veel ouder dan zij. Ze weten hun liefde eerst geheim te houden, maar gaan er vandoor zodra het bekend wordt. Mazepa steunt de Oekraïense rebellen, die met Rusland willen breken. Kotsjoebej wil wraak nemen op Mazepa, omdat hij zijn vertrouwen heeft geschonden en er met zijn dochter vandoor is gegaan. Kotsjoebej blijft trouw aan de tsaar en stuurt hem bericht van Mazepa's verraad.

### Zang twee
Terwijl Mazepa zich bezighoudt met zijn plannen om tegen de tsaar op te staan, vraagt Maria zich af of hij nog wel van haar houdt. Hij vraagt haar hem te beloven dat ze hem altijd boven haar vader zal stellen, maar vertelt haar niet dat hij afstand heeft genomen van de tsaar. Kotsjoebej is intussen door de rebellen gevangengenomen en wordt onder martelingen ondervraagd. Ze willen weten waar hij zijn geld heeft verborgen, maar hij zegt niets. Maria's moeder zoekt haar dochter om samen Kotsjoebej te bevrijden, maar ze komen te laat: Kotsjoebej is al geëxecuteerd. Mazepa is in alle staten als hij erachter komt dat Maria weg is en zoekt haar overal.

### Zang drie
Om de tsaar te misleiden doet Mazepa alsof hij lichamelijk verzwakt is. Koning Karel XII van Zweden bereidt zich voor op de strijd tegen Peter de Grote. De tsaar arriveert met zijn cavalerie en verslaat zowel het Zweedse leger als de Oekraïense rebellen. Mazepa ontvlucht al snel het strijdtoneel. Hij merkt dat hij niet meer kan slapen en als hij Maria weer ontmoet, is zij haar verstand verloren. Ze herkent hem niet en ziet hem zoals hij werkelijk is: een bespottelijke en verschrikkelijke, oude man. Het gedicht besluit met een overpeinzing van de verteller: Mazepa is na honderd jaar vergeten en voor Peter de Grote is een groot monument opgericht. Het lot van Maria is de verteller niet bekend.